# Битва при Гарсия-Эрнандес
Битве при Гарсия-Эрнандес — сражение Пиренейской войны, произошедшее 23 июля 1812 года, в ходе которого две англо-германские  бригады тяжёлых драгун, входящие в состав британского Королевского германского легиона (КГЛ) во главе с генерал-майором Эберхардтом Отто Георгом фон Боком разгромили  французскую пехотную бригаду (4000 французских солдат) во главе с бригадным генералом Максимильеном Фуа. При этом драгунам удалось разбить три полковых каре французской пехоты — 6-го, 69-го и 76-го линейных  полков, что было весьма необычным для того времени.

## Предыстория
В предыдущий день союзная армия под командованием Артура Уэлсли, 1-го герцога Веллингтона, одержала решительную победу над французской армией во главе с маршалом Огюстом Мармоном в битве при Саламанке. Дивизия Фуа была единственным французским подразделением, не участвовавшим в битве, и 23 июля она действовала в качестве арьергарда.

## Битва
Тяжёлая кавалерийская бригада фон Бока в 770 кавалеристов, состоящая из 1-го и 2-го драгунского эскадрона Королевского германского легиона (КГЛ), возглавила преследование французов. Их поддерживали 1000 солдат британской лёгкой кавалерийской бригады Джорджа Ансона (11-й и 16-й лёгкие драгунские эскадроны). По мере приближения англо-немецких сил французская конница генерал-майора Курто бежала. Фуа построил свои восемь батальонов в каре на холме около Гарциернандеса в провинции Саламанка в Испании. У него было по два батальона из 6-го лёгкого и 39-го, 69-го и 76-го пехотных полков.
Драгуны Бока напали на каре батальона 6-го лёгкого полка. Французы слишком долго не открывали огонь. Их залп убил нескольких всадников, но смертельно раненый конь с мёртвым драгуном вреза́лся в каре, словно таран. Лошадь упала, отчаянно лягаясь, и сбила с ног по меньшей мере шесть человек, образовав в каре прореху. Капитан Глейхен тут же ворвался в неё в сопровождении своих солдат. Каре распалось, и большинство солдат сдались.
Вскоре было атаковано второе каре, стоявшее дальше на холме. Потрясенные зрелищем разгрома первого каре, французы при приближении драгунов запаниковали. Вскоре солдаты из второго каре спасались бегством, а многие сдались. Фуа быстро отвёл остальную часть своих войск. Всадники Ансона зачищали поле битвы.

## Результат
Фуа потерял 200 убитых и раненых, 1400 человек попали в плен. Бок потерял 54 убитых и 62 раненых. Очень высокая доля убитых и раненых была вызвана «смертельным эффектом вызванном мушкетным огнём на очень близком расстоянии». Другой источник указывает 52 убитых, 69 раненых и 6 пропавших без вести немцев, а потери французов в 1100 человек.

## Комментарий
Разгром кавалеристами правильно построенного каре был редким событием. Французский пехотный батальон в каре являл собой ощетинившийся штыками квадрат, каждая грань которого была в 3 или 6 человек глубиной. (Британский квадрат был в 4 человека глубиной.) Если каре стояло неподвижно и эффективно отстреливалось, то оно могло противостоять лучшей кавалерии. Когда пехотные каре были разбиты кавалерией в наполеоновских войнах, это обычно происходило потому, что:
- пехота была плохо обучена;
- пехота была уставшей, дезорганизованной или с низким боевым духом;
- шёл дождь, мешавший пехоте вести эффективный огонь и смачивавший порох;
- пехота выпустила залп без должного прицела;
- пехота слишком долго ждала, чтобы начать стрелять.

В Гарсия-Эрнандес последнее событие произошло с первым каре, что привело к необычайному происшествию со смертельно раненым конём и всадником, врезавшимися в каре, в результате чего образовалась брешь, которая была использована следующими кавалеристами. Второе каре, вероятно, запаниковало при необычном зрелище разгрома первого каре.
Марсель был офицером 69-го линейного полка и придерживается совершенно другой точки зрения. Согласно его рассказу (стр. 170—173), солдаты батальона 76-го полка нарушили ряды, чтобы попить из речки. Некоторые солдаты 6-го лёгкого полка разбрелись по соседним деревням в поисках еды, а офицеры пытались собрать их, когда их уже настигла кавалерия. Батальон Марселя находился в тесной колонне, когда на него напала кавалерия, и всадникам не удалось разбить колонну. Второй батальон 69-го полка отразил атакующую кавалерию залповым огнем своего каре.

## В художественно литературе
Эта стычка изображена в романе Бернарда Корнуэлла «Меч Шарпа».
Битва была также показана в романе Сюзанны Кларк «Джонатан Стрендж и мистер Норрелл», в тот период, когда Джонатан Стрендж служил при герцоге Веллингтоне.